# Stepan Andreïevitch Moïsseïev
Stepan Andreïevitch Moïsseïev (en russe : Степан Андреевич Моисеев), né en 1812 dans la province de Saint-Pétersbourg et mort en 1890 à Saint-Pétersbourg, est un navigateur et explorateur russe.

## Biographie
Né en 1812 dans la province de Saint-Pétersbourg, il est le fils d'un officier. De 1828 à 1829, alors qu'il étudie à l'École de navigation baltique, il participe à des opérations militaires contre la Turquie dans les mers Égée et de Marmara, puis en 1830, avec l'escadre de Mikhaïl Lazarev, il parcourt l'Europe avant de revenir à Kronstadt.
En 1831-1833, il prend part à la compilation de cartes des écueils de la côte sud-ouest de la Finlande dans le cadre de l'expédition de Michael Reinecke (en). En 1833, il reçoit un diplôme de navigateur et en 1834-1836, il participe à une circumnavigation sous le commandement du lieutenant-général Johan Eberhard von Schantz (en) sur le navire America, visitant le Kamtchatka et l'Amérique russe.
Il commande en 1838-1839 la goélette Spitsbergen lors de l'expédition hydrographique d'Avgust Tsivolko en Nouvelle-Zemble. Après la mort de Tsivolko le 16 mars 1839, il dirige l'expédition et explore la côte ouest de la Nouvelle-Zemble dans la région de la baie de Krestovskaïa, atteignant le sommet de la baie et prouvant qu'il n'y a aucun lien avec le golfe situé sur la côte est. Il a ensuite mené des recherches hydrographiques dans la partie sud de la mer de Kara.
En 1840-1844, en tant que sous-lieutenant puis lieutenant, il cartographie de nouveau les écueils le long de la côte finlandaise et des îles Åland.
Colonel (1861), il mène des études préliminaires dans le golfe de l'Ob pour organiser de nouveaux travaux hydrographiques. En 1879, il effectue à nouveau des travaux de reconnaissance à l'embouchure de l'Ob et, en 1880-1881, il dirige une expédition gouvernementale qui réalise des études hydrographiques détaillées de la baie de l'Ob et du cours inférieur de l'Ob.
Il prend sa retraite en 1884 avec le grade de major général. Il meurt en 1890 à Saint-Pétersbourg et est enterré au cimetière de Smolensk.